# Alceo Cattalochino
Alceo Niccola Cattalochino (Terni, 8 ottobre 1863 – Mesnjak, 27 agosto 1917) è stato un generale italiano, che durante il corso della prima guerra mondiale fu decorato con la medaglia d'oro al valor militare alla memoria.

## Biografia
Nacque a Terni l'8 ottobre 1863, figlio di Giovanni Antonio e Grazietta Agnesa, e trasferitosi in tenera età a Sassari con la famiglia frequentò l'Istituto Tecnico "La Marmora" dove studiò fisica e matematica. Nel 1881 si arruolò nel Regio Esercito, entrando come volontario presso la Scuola militare di Modena. Promosso sottotenente nel 1882, fu assegnato al 33º Reggimento di fanteria, della Brigata Livorno, diventando tenente nel 1885. Passato alla specialità alpini, divenne capitano del 3° nel 1895. maggiore dell'8° nel 1909 e tenente colonnello del 2°, al comando del Battaglione alpini "Saluzzo". Alla testa di questo reparto partecipò alle fasi iniziali della guerra, operando sul fronte della Carnia.
Promosso colonnello, dagli alpini passò alla fanteria per assumere il comando del 149º Reggimento della Brigata "Trapani", operante sul fronte dell'Isonzo, e quindi quello del 157º Reggimento della Brigata "Liguria", comandata dal generale Achille Papa, operante sul Pasubio. Tornò sul fronte dell'Isonzo nel corso del 1916, al comando della Brigata "Abruzzi", operante nei pressi della città di Gorizia dopo che questa era caduta in mano italiana l'8 agosto. Il 17 luglio 1917 fu nominato comandante del 274º Reggimento di fanteria della Brigata D, poi divenuta Brigata "Belluno". Tra il luglio e l'agosto del 1917 la Brigata, alle dipendenze della 22ª Divisione del XXVII Corpo d'armata (Pietro Badoglio), riportò fortissime perdite, oltre 5.500 uomini sugli 8.300 in forza statutaria.
Promosso al grado di generale di brigata, fu destinato a comandare una propria Brigata, ma chiese ed ottenne di rimanere al comando del reggimento per il tempo necessario a seguire l'attacco programmato da tempo nel corso della Battaglia della Bainsizza. Il 274º Reggimento entrò in linea il 26 agosto a Mesniak, tra la Brigata "Taro" e la Brigata "Ferrara", procedendo al rastrellamento di quella località appena conquistata.
Trovò la morte in combattimento il 27 agosto presso i Molini di Klinac, sulla riva destra dell'Isonzo. Alla sua memoria venne decretata la concessione della Medaglia d'oro al valor militare. Il suo corpo fu successivamente sepolto presso il Cimitero dei quattro generali a Oslavia.
Il 9 novembre del 1939, il podestà del Comune di Sassari, Giacomo Crovetti, gli ha intitolato una via in precedenza denominata via Mattatoio.

### Annotazioni
1. ↑  Fu sostituito dal tenente colonnello Luigi Piglione, futura Medaglia d'oro al valor militare.
2. ↑  Mantenne tale comando dal 29 giugno al 13 settembre 1915.
3. ↑  Mantenne tale comando dal 21 giugno al 4 ottobre 1916.
4. ↑  Mantenne tale comando dal 7 ottobre 1916 al 1º marzo 1917.
5. ↑  Tale Brigata era stata costituita il 12 luglio 1917, ed era formata dal 274º, 275º e 276º Reggimento di fanteria.
6. ↑  Alla vigilia di una serie di terrificanti assalti sull'altipiano dei Lom (a nord della Bainsizza) era stato destinato al comando di una brigata, ma aveva chiesto ed ottenuto di non lasciare soli i suoi uomini al loro primo attacco.
7. ↑  La 22ª Divisione aveva come obbiettivo la conquista di Na Selu e di Quota 936, ma non vi arrivò mai per la sospensione della battaglia.

### Fonti
1. 1 2 3 4 5 6 7 8 9  Bianchi, Cattaneo 2011, p. 60.
2. ↑  Cattalochino: due t e una c., La Nuova Sardegna del 24 settembre 2009.
3. ↑  Gazzetta Ufficiale del Regno d'Italia n.81 del 16 marzo 1881.
4. ↑  Gazzetta Ufficiale del Regno d'Italia n.257 del 31 ottobre 1895.
5. 1 2 3  Alceo Cattalochino, un eroe sconosciuto., La Nuova Sardegna del 5 dicembre 2003.
6. 1 2  Bianchi, Cattaneo 2011, p. 59.
7. ↑  "L'undicesima battaglia" di G. Unia, Editore L'Arciere
8. ↑  Cattalochino: due t e una c., La Nuova Sardegna del 24 settembre 2010.
9. ↑  ASCOMSS, Archivio Moderno, Serie Organi deliberativi, Deliberazioni del Podestà, P65, cc. 47-48.
10. ↑  Alceo Cattalochino sul sito del Quirinale
11. ↑  Gazzetta Ufficiale del Regno d'Italia n.19 del 24 maggio 1908.
12. ↑  Gazzetta Ufficiale del Regno d'Italia n.50 del 24 ottobre 1916.